# Vela bermudiana

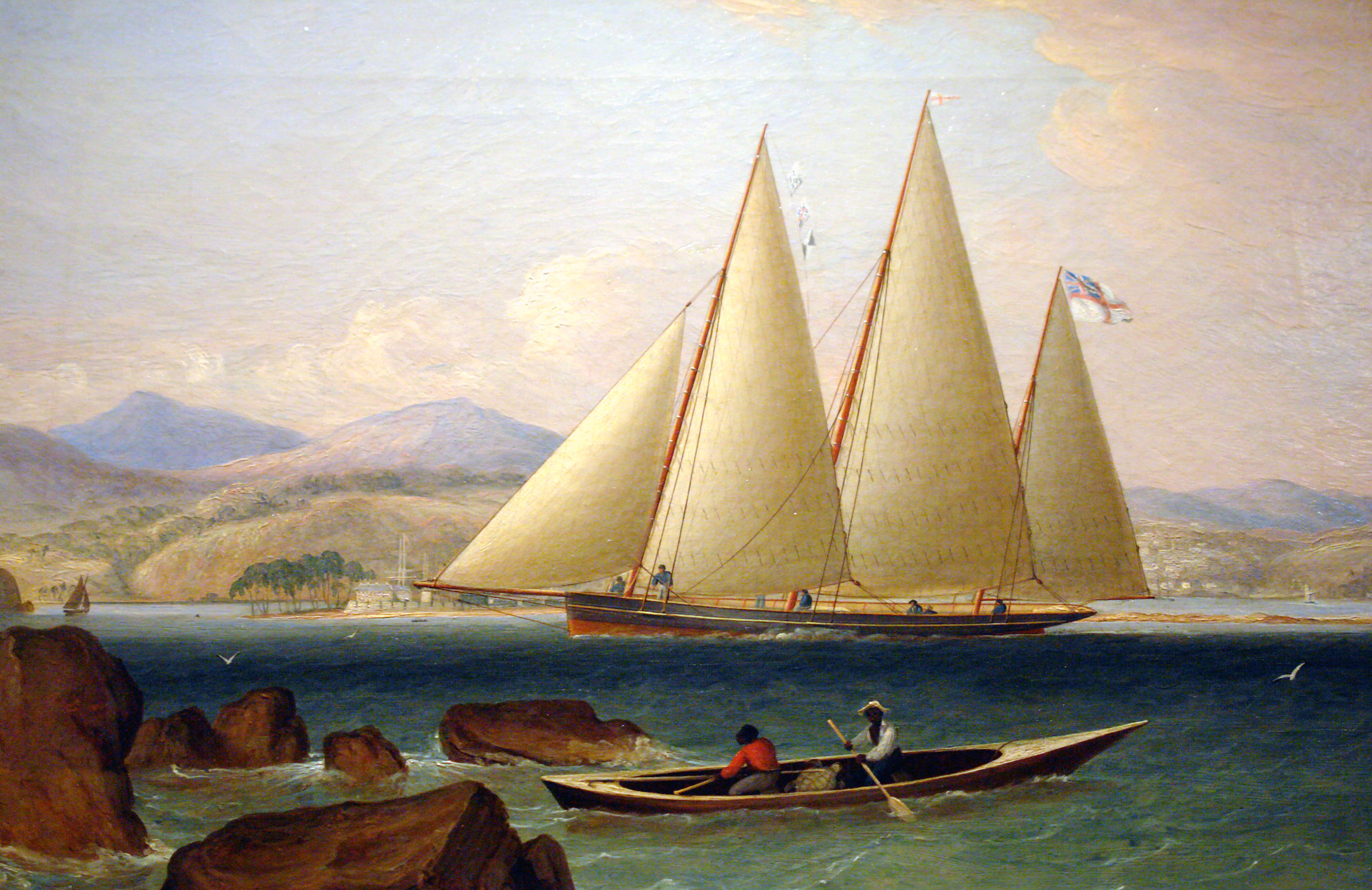
Un sloop de guerra británico de tres palos y velas bermudianas (circa 1831). La vela mayor y la vela del trinquete son muy similares a la vela de un Patín a vela actual.

Aparejo sloop Marconi. Con una vela mayor ("mainsail") y un foque (headsail ").

En náutica, la vela bermudiana (vela marconi) es una vela aproximadamente triangular que se iza en un palo por el lado del grátil. Puede ir con botavara o sin ella. El «aparejo bermuda» o «aparejo marconi» es el que utiliza velas bermudianes. Además puede llevar foque o foques y otras velas.
El término «bermudiana» proviene de las islas Bermudas, lugar geográfico donde se usaron las velas indicadas por primera vez (según las referencias habituales). Probablemente diferentes tipos de velas triangulares envergadas a un palo se usaron en zonas y tipos de embarcaciones muy diferentes (véase, por ejemplo, la jangada). Pero las velas bermudianas actuales deben su origen a las velas usadas en las islas Bermudas desde el siglo XVII.
La denominación «marconi» es más moderna y deriva del inventor italiano Guglielmo Marconi de forma mucho más indirecta. El sistema de telegrafía sin hilos de Marconi empleaba unas antenas muy altas con un sistema de cables de sujeción bastante complicado. Algunos yates de regatas, aunque con velas cangrejas, adoptaron palos de una pieza (o de dos piezas unidas por arriba, sin solapamiento) con un sistema de cables similar al de las antenas mencionadas. Y fueron denominados, «palos marconi». Las velas bermudianas posteriores exigían palos de una sola pieza, comparativamente más altos que los de las velas cangrejas y con cables del tipo marconi. Y el nombre de los palos pasó a las velas (aproximadamente hacia 1930). En la actualidad podría ser más frecuente la denominación de vela marconi.

## Descripción y detalles
Una vela marconi tiene una forma aproximadamente triangular. Los tres lados son:
- Grátil
- Baluma
- Pujamen

Se envergada en un palo por el lado del grátil. El puño de pena atado a una driza, que permite izar y arriar la vela. El puño de amura, envergado o cercano a la parte baja del palo permite relingar (tensar) la vela. Si hay botavara, el pujamen puede ir envergado o no. El puño de escota va fijado a la botavara.
Las velas bermudianes originales prescindían de la botavara. El puño de escota iba directamente a la escota. Como en los patines de vela actuales.

## Velas marconi modernas
Algunas velas bermudianas modernas presentan un aspecto muy diferente del sencillo sistema original. Llevan sables y tienen un alunamiento muy pronunciado, acercándose a la forma elíptica.

## Origen de la vela bermudiana

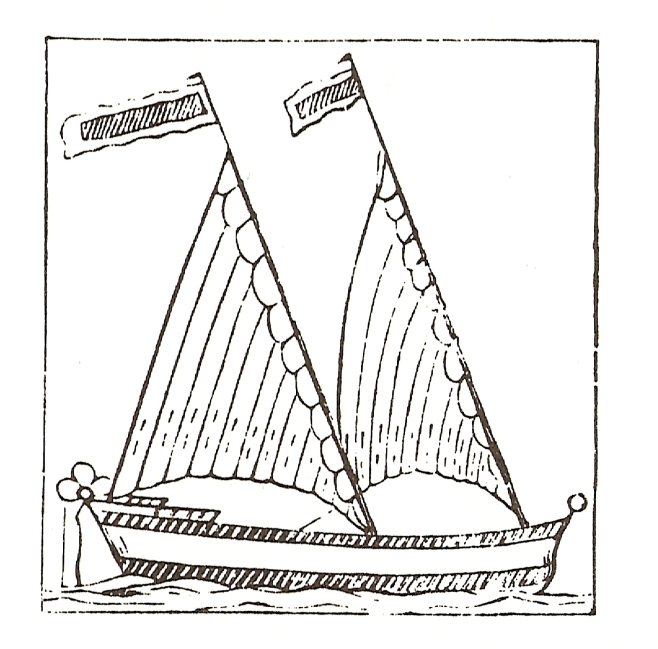
Grabado del de una embarcación de las islas Bermudas con velas triangulares.

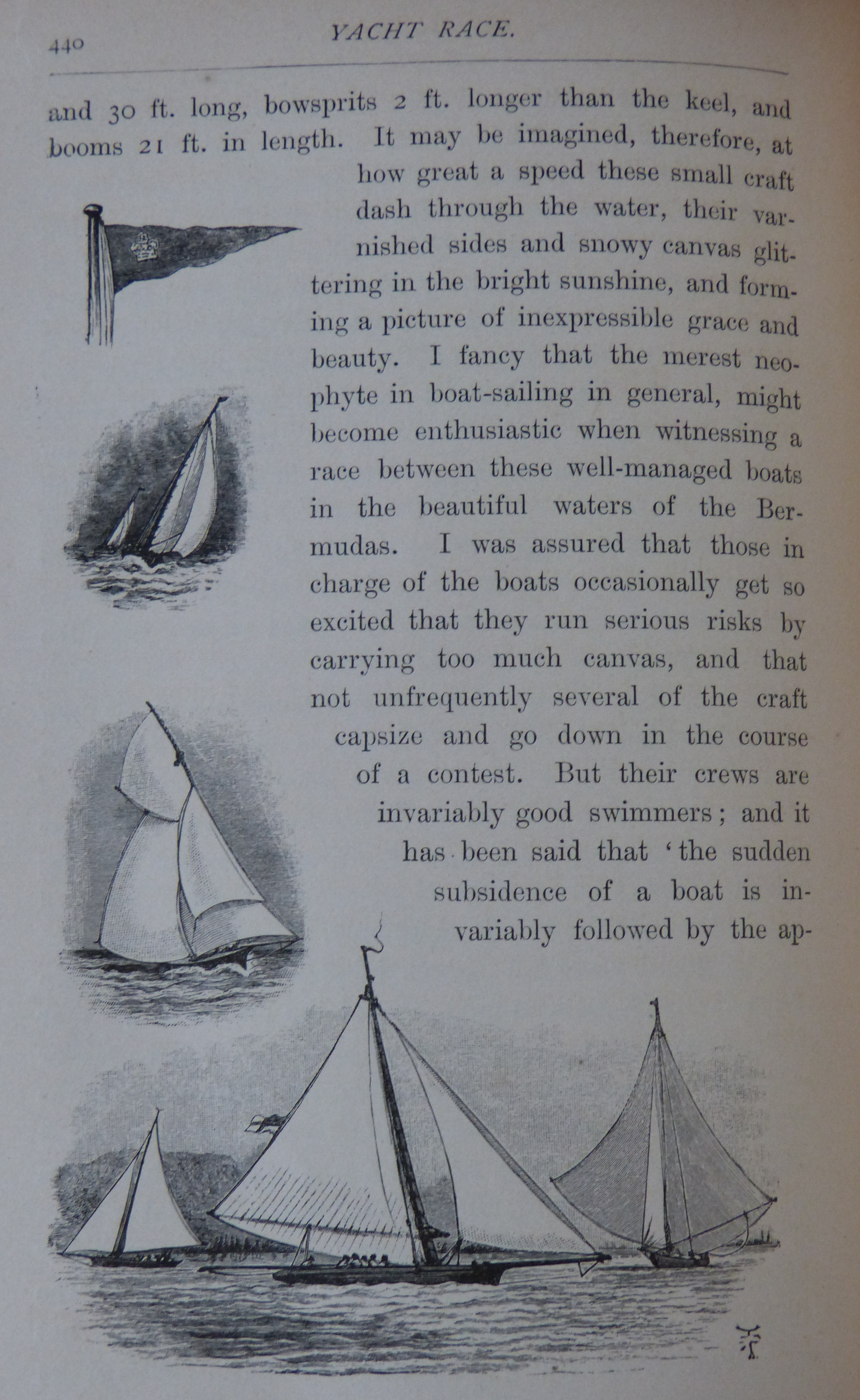
Bermudas barcos de competición de vela de Anna Brassey 1883

Los orígenes exactos de las velas bermudianas no están nada claros. Parece que había embarcaciones holandesas del siglo XVII que usaban este tipo de aparejo, con una especie de velas que los ingleses llamaban leg-of-muttoni (‘pierna de cordero’) por su forma triangular que recordaba esta pieza de carne lista para ser asada. Según la versión en inglés de este artículo, el explorador y aventurero inglés John Smith (capitán y socio de una compañía comercial con sede en las islas Bermudas) explica el papel fundamental de un carpintero de ribera holandés en la construcción naval del archipiélago. Este constructor habría llegado como náufrago, recibiendo el apoyo del gobernador  Nathaniel Butler  (gobernador en el período 1619-1622).
El ingeniero naval sueco  Fredrik Henrik af Chapman  publicó un libro sobre construcción naval en 1768 que incluía el dibujo de un "sloop bermuda". Pero este sloop estaba aparejado de cúter con vela cangreja. (En las páginas 218 a 220 del tratado hay una descripción de la lámina: N. 15 ... en Bermodoos sloop).
Más clara parece la cita de un poema de 1671 que describe embarcaciones bermudianes con velas triangulares ("Con velas de tres puños siempre flotando/ningún barco del mundo como los de las islas/en ningún punto no se les puede comparar"; " With tripple corner'd Sayles they always float, About the Islands, in the world there are, None in all points that may with them compare ".  John H. Hardie ). También parece indiscutible la imagen del grabado que muestra una barca con dos palos y velas triangulares. (Véase imagen adjunta que habría que identificar y datar con más precisión).
La vela bermudiana se explica como una evolución lógica de la vela latina. Si la antena se dispone en posición cerca de la vertical, con el extremo de proa tocando el casco del barco, no es difícil pensar que fijando este extremo en el barco puede suprimirse el palo que soporta la antena (que no hace ninguna función aerodinámica).
Sin negar la posibilidad de velas triangulares en los Países Bajos, en las islas Bermudas u otros lugares del mundo en épocas anteriores, parece que las velas triangulares izadas en un palo tiple (de una sola pieza) no se popularizaron de verdad hasta principios del siglo XIX (cerca de 1810). Lo que parece indiscutible es que la difusión del aparejo se hizo a partir de embarcaciones de las islas Bermudas.

## Importancia de las sabinas o junípero de las Bermudas
Cuando los colonos ingleses llegaron a Bermuda había bosques inmensos de sabinas centenarias (Juniperus bermudiana). Estas sabinas bermudianes dan una madera rojiza y aromática, especialmente apreciada por los carpinteros de ribera en la construcción de barcos. Se trata de una madera ligera pero tan fuerte como la madera de roble. Puede trabajar tan pronto como se corta el árbol y es resistente a los gorgojos comunes y el moho.
La baja densidad de la madera, y la facilidad de encontrarla en piezas largas y rectas la hacían especialmente adecuada para la construcción de palos de barco.
Coincidencia feliz o consecuencia lógica (el aparejo no se puede construir sin la madera adecuada), la asociación de los juníperos y el aparejo bermuda permitió que se desarrollara este sistema de velamen y se propagara por todo el mundo.
La cara oscura es la destrucción de los bosques por culpa de la calidad de la madera. Ya en el año 1627 las autoridades de Bermuda dictaron restricciones a la exportación. Pero la demanda y la sobreexplotación no disminuyeron hasta la generalización de los buques de acero. Cuando parecía que los bosques se podrían regenerar en parte, una peste por culpa de un insecto destruyó cerca del 95% de los árboles que quedaban.